# Стегний, Пётр Владимирович
Пётр Влади́мирович Сте́гний (род. 14 января 1945) — советский и российский дипломат и историк. Чрезвычайный и полномочный посол (24 декабря 1992).
Доктор исторических наук (2002).

## Биография
Окончил МГИМО МИД СССР (1968) и факультет повышения квалификации при Дипломатической академии МИД СССР (1989).
На дипломатической работе с 1968 года.
- В 1968—1971 годах — стажёр, переводчик Посольств СССР в Судане. Вспоминал, что в 1970-е годы несколько лет записывал переговоры на высшем уровне в Кремле[3].
- В 1971—1973 годах — атташе, третий секретарь Отдела стран Ближнего Востока МИД СССР.
- В 1973—1975 годах — третий секретарь, второй секретарь Посольства СССР в Йемене.
- В 1975—1980 годах — второй секретарь, первый секретарь Посольства СССР в Египте.
- В 1980—1986 годах — первый секретарь, советник, заведующий сектором Отдела стран Ближнего Востока МИД СССР.
- В 1986—1990 годах — советник-посланник Посольства СССР в Ливии.
- В 1990—1991 годах — старший советник Управления стран Ближнего Востока и Северной Африки МИД СССР.
- В 1991—1992 годах — заместитель начальника Управления стран Ближнего Востока и Северной Африки МИД России.
- С 31 декабря 1992 по 24 марта 1998 года — чрезвычайный и полномочный посол России в Кувейте[4][5].
- С мая по август 1998 года — и. о. директора Историко-документального департамента МИД России.
- С августа 1998 по февраль 2003 года — директор Историко-документального департамента МИД России.
- С 31 октября 1999 по 21 апреля 2003 года — член коллегии МИД РФ[6][7].
- С 31 октября 1999 по 28 мая 2003 года — член коллегии Федеральной архивной службы РФ[8][9].
- С 27 февраля 2003 по 31 января 2007 года — чрезвычайный и полномочный посол РФ в Турции[10][11].
- С 31 января 2007 по 8 июля 2011 года — чрезвычайный и полномочный посол РФ в Израиле[12][13].

С 2011 года — в отставке.
Женат, имеет сына и дочь.

## Награды
- Орден преподобного Сергия Радонежского III степени.
- Медаль «В память 850-летия Москвы».
- Медаль «За укрепление боевого содружества» (1998).
- Орден Дружбы (14 ноября 2002) — За активное участие в реализации внешнеполитического курса Российской Федерации и многолетнюю добросовестную работу[14].
- Почётный архивист Российской Федерации (2003).
- Почётный работник Министерства иностранных дел Российской Федерации (2005).

## Сочинения
Пётр Стегний является автором ряда книг по истории российской дипломатии. В их числе:
- Улыбка сфинкса [Об АРЕ] — М.: Наука, 1985
- Под сенью восьмиконечного креста (Мальтийский орден и его связи с Россией) — М.: Международные отношения, 1991
- Посол III класса. Повествование о российском дипломате А. М. Обрескове... — М.: Наука, 1992
- Хроники времен Екатерины II: 1729-1796 гг. — М.: ОЛМА-Пресс, 2001
- Время сметь, или Сущая служительница Фива: Хроники времен Екатерины Великой — М.: ОЛМА-Пресс, 2002
- Разделы Польши и дипломатия Екатерины II: 1772, 1793, 1795 — М.: Международные отношения, 2002
- Посол III класса. Хроники «времён Очаковских и покоренья Крыма» — М.: Феория, 2009
- «Прощайте, мадам Корф»: из истории тайной дипломатии Екатерины II — М.: Международные отношения, 2009
- Скитоначальник : жизнь и судьба игумена Серафима (Кузнецова) - М. : Индрик, 2017

Часть книг издана под псевдонимом Пётр Перминов.